# 제프 브랜슨
제프 브랜슨(Jeff Branson, 1977년 3월 10일 ~ )은 미국의 배우이다.

## 출연 작품
- 비전스 (2015)
- 조 곤 (2014)
- 고스트 킬러: 모니카 (2012)
- 네 무덤에 침을 뱉어라 (2010)
- 더 빅 배드 스윔 (2006)
- 월 스트리트의 늑대들 (2002)
- 더 영 앤 더 레스트리스 (1973)
- 올 마이 칠드런 (1970)
- 가딩 라이트 (1952)